# Алесандро Тронкон
Алесандро Тронкон (енгл. Alessandro Troncon; 6. септембар 1973) бивши је професионални италијански рагбиста. Са 101 одиграном утакмицом за италијанску репрезентацију, у врху је историјске листе. Играо је на чак четири светска купа (1995, 1999, 2003, 2007). Дебитовао је за Италију у тест мечу против Шпаније 1994. Повремено је био и капитен Азура, али је на светском купу у Аустралији 2003, доживео тешку повреду колена. Постигао је есеј у првој историјској победи Италије над Шкотском у Шкотском у купу шест нација 2007. Био је део селекције Италије на светском купу у Француској 2007. По завршетку играчке каријере почео је да ради као рагби тренер.